# Dabo
Dabo är en kommun i departementet Moselle i regionen Grand Est (tidigare regionen Lorraine) i nordöstra Frankrike. Kommunen ligger i kantonen Phalsbourg som tillhör arrondissementet Sarrebourg. År 2022 hade Dabo 2 367 invånare.

## Befolkningsutveckling
Antalet invånare i kommunen Dabo
| Referens: INSEE |